# Луна-14
«Луна́-14» — советская автоматическая межпланетная станция (АМС) для изучения Луны и космического пространства, последняя из второго поколения советских лунных АМС. Принадлежала к АМС серии Е-6, модификация Е-6ЛС. Запуск произведён 7 апреля 1968 года в 13 часов 9 минут 32 секунды МСК (10:09:32 UTC) с помощью ракеты-носителя «Молния-М» с разгонным блоком «Л».

## Назначение
Космический аппарат был предназначен для отработки линий связи «Земля-Борт» и «Борт-Земля» с использованием перспективного радиокомплекса ДРК, предназначенного для последующей установки на автоматических станциях следующего поколения, а также лунных пилотируемых космических кораблей Л1 и Л3.

## Аналоги
Станция по служебным системам и конструкции аналогична ранее выведенному на околоземную орбиту спутнику «Космос-159» (Е6-ЛС № 111, запущен 17 мая 1967 года, не ушёл к Луне из-за сбоя разгонной ступени), за исключением добавленного солнечного датчика для определения пространственного положения при выключенной системе астроориентации. Ещё один аналог станции «Луна-14» (Е-6СЛ № 112) был запущен 7 февраля 1968 года, но не вышел на околоземную орбиту из-за преждевременного выключения третьей ступени на 524-й секунде полёта.

## Состав научной аппаратуры
Автоматическая станция была создана на базе автоматической станции «Луна-12». В состав научной аппаратуры были включены следующие приборы:
- радиометр СЛ-2 для детектирования галактического и солнечного корпускулярного излучения и оценки радиационной обстановки вблизи Луны;
- тканевый дозиметр ИК-2 для измерения дифференциальных и интегральных тканевых доз, которые мог бы получить человек на лунной трассе и вблизи Луны;
- экспериментальные редукторы Р-1-I, Р-1-II и Р-1-III, предназначенные для проверки в космических условиях работоспособности стальных и стеклокерамических зубчатых пар и различных типов подшипников качения с различными типами смазки с целью последующего использования результатов при создании «Луноходов»;
- прибор М-1 для оценки эффективности уплотнения и работоспособности механического привода колеса;
- детектор микрометеоритов.

## Программы полёта
7 апреля 1968 года осуществлён пуск ракеты-носителя «Молния-М» на траекторию полёта к Луне АМС «Луна-14». 8 апреля 1968 года проведена коррекция траектории. 10 апреля 1968 года в 22:25 МСК (19:25 UTC) станция «Луна-14» вышла на орбиту вокруг Луны со следующими параметрами: высота в апоселении 270 км, в периселении 160 км, наклонение 42°, эксцентриситет 0,16 и орбитальный период 2 часа 40 минут. Станция проработала на лунной орбите 75 суток (программой полёта было предусмотрено 30) до выработки ёмкости химических батарей. С ней был проведён 271 сеанс связи.
Программа полета станции «Луна-14» выполнена полностью.

## Результаты полета
- Было проверено функционирование нового радиокомплекса ДРК в различных режимах, в том числе при различных положениях станции относительно лунной поверхности, а также при заходах за Луну.
- Эксперименты, проведённые на станции, позволили сделать окончательный выбор материалов для уплотнений приводов колес, а также подшипников для шасси «Луноходов».
- Из траекторных измерений АМС на лунной орбите была получена существенно уточнённая информация о гравитационном поле и форме Луны, данные для построения точной теории движения Луны.
- В интересах будущих пилотируемых экспедиций на Луну были проведены измерения потоков заряженных частиц, идущих от Солнца и космических лучей.